# Geokichla peronii
Geokichla peronii là một loài chim trong họ Turdidae.